# Major général de la Gendarmerie nationale
Le major général de la Gendarmerie nationale (MGGN) est un officier général de l'armée française, adjoint du directeur général de la Gendarmerie nationale.

## Responsabilités et autorité
Le major général de la Gendarmerie nationale est chargé d'assister le directeur général dans l'exercice de ses fonctions, et notamment « dans la définition de la politique générale de la gendarmerie ». En pratique, il est le « numéro deux » de la Gendarmerie et le « remplaçant désigné du directeur général ».
Il a autorité sur l'ensemble de la direction générale et son action possède trois domaines d'action privilégiés : la coordination de « l'administration des directions et services », la préparation et l'application des « décisions du directeur général » et la possibilité de constituer, « en fonction des besoins, des équipes projets chargées de mettre en œuvre les actions de nature transverse ou ponctuelle ».
Depuis 2008, le major général est toujours un général de corps d'armée, c'est-à-dire un officier général portant quatre étoiles aux manches et sur son képi. Les anciens majors généraux sont ensuite généralement élevés aux rang et appellation de général d'armée, et la majorité d'entre eux se voit confier les fonctions de directeur général de la Gendarmerie (Guy Parayre, Roland Gilles, Jacques Mignaux, Richard Lizurey, Christian Rodriguez).
Ce poste n'a jamais été occupé par une femme. En 2019, la générale de division Isabelle Guion de Méritens est évoquée pour succéder au major général Christian Rodriguez,. C'est le général Bruno Jockers (d) qui est nommé.

## Liste des majors généraux de la Gendarmerie nationale
| Portrait | Grade au moment de la prise de fonction | Major général       | Date de prise de poste et décret de nomination | Date de prise de poste et décret de nomination | Fonction suivante                                               |
| -------- | --------------------------------------- | ------------------- | ---------------------------------------------- | ---------------------------------------------- | --------------------------------------------------------------- |
|          | Général de division                     | Claude Lepetit      | 1er février 2002                               | [ 5 ]                                          | Chargé de mission auprès du chef du contrôle général des armées |
|          | Général de division                     | Guy Parayre         | 18 juillet 2002                                | [ 6 ]                                          | Directeur général de la Gendarmerie nationale                   |
|          | Général de corps d'armée                | Dominique Norois    | 6 décembre 2004                                | [ 7 ]                                          | Inspecteur général des armées - Gendarmerie                     |
|          | Général de division                     | Roland Gilles       | 1er septembre 2006                             | [ 9 ]                                          | Directeur général de la Gendarmerie nationale                   |
|          | Général de corps d'armée                | Jacques Mignaux     | 30 juin 2008                                   | [ 10 ]                                         | Directeur général de la Gendarmerie nationale                   |
|          | Général de corps d'armée                | Laurent Muller      | 27 avril 2010                                  | [ 11 ]                                         | Inspecteur général des armées - Gendarmerie                     |
|          | Général de corps d'armée                | Richard Lizurey     | 1er mai 2012                                   | [ 13 ]                                         | Directeur général de la Gendarmerie nationale                   |
|          | Général de corps d'armée                | Christian Rodriguez | 1er septembre 2016                             | [ 14 ]                                         | Directeur général de la Gendarmerie nationale                   |
|          | Général de corps d'armée                | Bruno Jockers       | 20 novembre 2019                               | [ 15 ]                                         | Inspection générale des armées - Gendarmerie                    |
|          | Général de corps d'armée                | André Petillot      | 18 janvier 2023                                | [ 16 ]                                         |                                                                 |